# Сен-Леже-Трие
Сен-Леже́-Трие́ (фр. Saint-Léger-Triey) — коммуна во Франции, находится в регионе Бургундия. Департамент коммуны — Кот-д’Ор. Входит в состав кантона Понтайе-сюр-Сон. Округ коммуны — Дижон.
Код INSEE коммуны — 21556.

## Население
Население коммуны на 2010 год составляло 210 человек.
| 1962 | 1968 | 1975 | 1982 | 1990 | 1999 | 2010 |
| ---- | ---- | ---- | ---- | ---- | ---- | ---- |
| 123  | 104  | 119  | 105  | 146  | 145  | 210  |

## Экономика
В 2010 году среди 142 человек трудоспособного возраста (15—64 лет) 109 были экономически активными, 33 — неактивными (показатель активности — 76,8 %, в 1999 году было 71,0 %). Из 109 активных жителей работали 102 человека (55 мужчин и 47 женщин), безработных было 7 (1 мужчина и 6 женщин). Среди 33 неактивных 7 человек были учениками или студентами, 20 — пенсионерами, 6 были неактивными по другим причинам.